# Juri Trachaniot

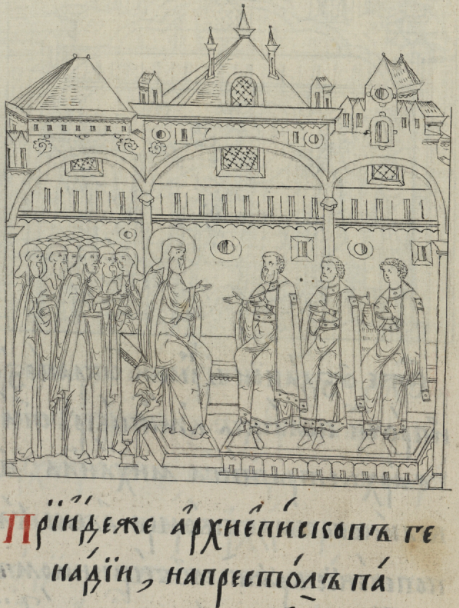
Erzbischof Gennadij beauftragte den Bau der Kirche des heiligen Alexij (Kirche des heiligen Metropoliten Alexij von Moskau) den Brüdern Dmitri, Juri und Juri dem Jüngeren Trakhaniot.

Juri Manuilowitsch (Emmanuilowitsch) Trachaniot (Tarchaneiotes) (Beiname: „der Alte“; 2. Hälfte des 15. Jahrhunderts – 1513) war ein Höfling, Diplomat und möglicherweise Schriftsteller und Übersetzer. Er stammte aus dem griechischen Adelsgeschlecht der Tarchanioten, war zunächst im Gefolge von Sofia Palaiologina tätig und trat später in den Dienst des russischen Zaren Iwan III.

## Überlieferungen
Die Informationen über Juri Trakhaniot stammen aus verschiedenen zeitgenössischen und späteren Quellen, darunter russische Chroniken, italienische diplomatische Berichte sowie Berichte europäischer Gesandter. Einige Angaben, insbesondere zur frühen Phase seines Wirkens oder zur Identifikation mit Georgios Perkamotes, beruhen auf Hypothesen und werden in der Forschung unterschiedlich bewertet. Die gesicherten Daten betreffen vor allem seine diplomatischen Missionen sowie seine Rolle im Umfeld von Sofia Palaiologina und am Moskauer Hof unter Iwan III.
Es existiert eine Hypothese, wonach mit dem „Juri dem Griechen“, der zusammen mit Niccolò Ghisilardi im Jahr 1468 aus Moskau nach Rom kam, in italienischen Quellen Juri Trakhaniot gemeint sein könnte. Diese Annahme hat jedoch keine breite Anerkennung gefunden. Gesichert ist, dass Trakhaniot im Jahr 1469 nach Moskau kam und ein Heiratsprojekt zwischen dem Großfürsten von Moskau, Iwan III., und Sofia Palaiologina, der Tochter des Despoten von Morea, Thomas Palaiologos, vermittelte.
Im Jahr 1472 reiste er gemeinsam mit seinem Bruder Dmitri im Gefolge Sofias erneut nach Moskau. Über seine Tätigkeiten in Russland in den folgenden dreizehn Jahren ist nichts bekannt. Falls die in der Forschung vertretene Identifikation Trakhaniots mit dem in italienischen Quellen erwähnten Georgios Perkamotes (oder Perkaneotes) zutrifft, so führte er in den Jahren 1485–1486 diplomatische Verhandlungen in Mailand und Venedig. Auf Grundlage seiner Aussagen wurde eine Beschreibung des Russischen Reiches erstellt, die in Europa Verbreitung fand.

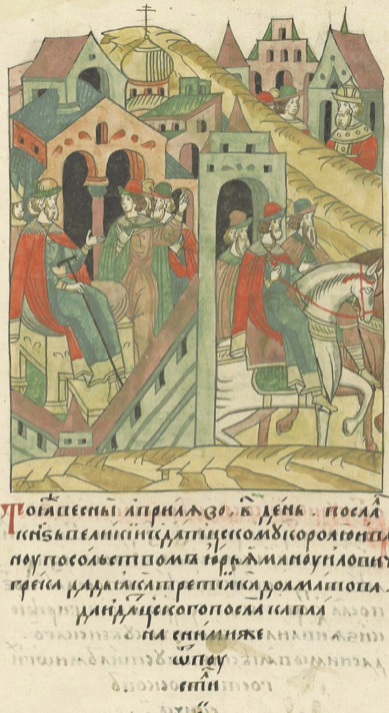
Juri Manuilowitsch Trakhaniot reise nach Dänemark

Ab dem Jahr 1489 reiste Trakhaniot mehrfach als Gesandter ins Heilige Römische Reich; 1494 empfing er Delegationen der Hanse, und in den Jahren 1500–1501 war er Gesandter am dänischen Hof bei König Johann I. Innerhalb der höfischen Fraktionen gehörten die Trakhanioten naturgemäß der Partei von Sofia Palaiologina und ihrem Sohn, dem späteren Zaren Wassili III., an. Obwohl sie dem orthodoxen Glauben angehörten, neigten die Trakhanioten zu einem Bündnis mit dem katholischen Rom. Die Partei um Sofia Palaiologina stand in Opposition zum Hofkreis von Helena Woloschanka, in dem sich unkonventionelle religiöse Ideen verbreiteten, die später als „Häresie der Judaisierenden“ verurteilt wurden. In diesem Zusammenhang sind auch die Kontakte der Trakhanioten mit dem Erzbischof von Nowgorod, Gennadij, zu sehen, der als entschiedener Gegner religiöser Abweichungen galt.
Dmitri, der Bruder Juris, verfasste für Gennadij eine Denkschrift über das erwartete Weltende im Jahr 7000 nach dem orthodoxen Kalender (1492 n. Chr.). Gennadij erhielt über Juri Trakhaniot zudem Informationen vom Gesandten des Heiligen Römischen Reiches über die Einrichtung der Inquisition in Spanien und trug sich mit dem Gedanken, eine vergleichbare Institution in Russland zu schaffen.
Während eines Aufenthalts in Italien in den Jahren 1489–1491 lud Juri Trakhaniot den aus Lübeck stammenden Gelehrten und Mediziner Nikolaus Bulew ein, der als Leibarzt des Papstes tätig war und später zum Leibarzt Iwans III. wurde. Bulew sollte den Moskauer Geistlichen bei der Ausarbeitung neuer Osterzyklen (Paschalien) helfen. Außerdem übersetzte er für Gennadij eine Schrift des jüdischen Konvertiten Samuel Judaeus, die sich gegen das Judentum richtete.
Auf Bitten Gennadijs lud Juri Trakhaniot in den Jahren 1492–1493 den Lübecker Buchdrucker Bartholomäus Gothan nach Nowgorod ein. Gothan trat in den Dienst des Erzbischofs, konnte jedoch sein Druckprojekt nicht verwirklichen. Laut einer Lübecker Chronik wurde der Drucker später in einem Fluss ertränkt.
Nach dem Jahr 1501 verschwindet der Name Juri Trakhaniot aus den überlieferten Quellen.